# حادث الحافلة في الجبل الأسود 2013

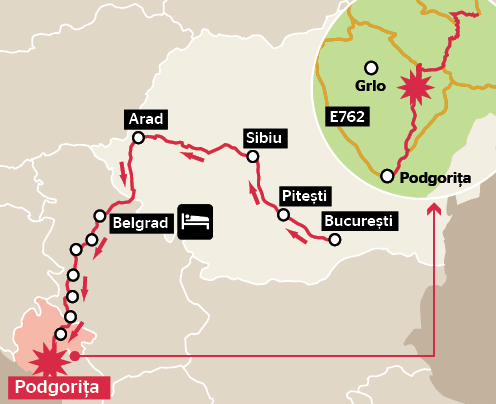
المسار الذي سلكته الحافلة إبتداءً من بوخارست

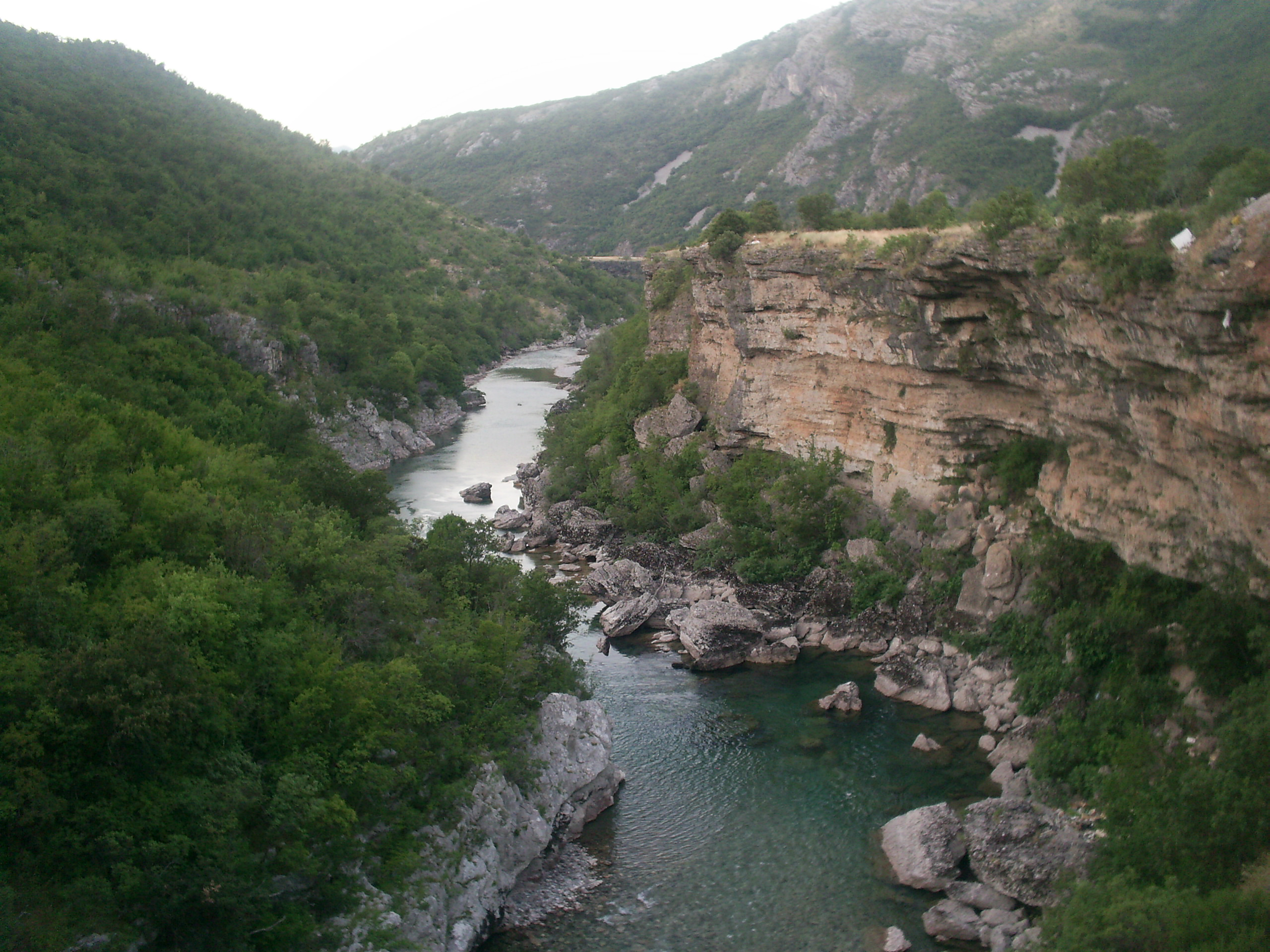
نهر موراكا، مكان وقوع الحادث.

حادث الحافلة في الجبل الأسود 2013 بتاريخ 23 يونيو 2013، ~ 17:30 بالتوقيت المحلي، توفي 19 شخص من رومانيا وجرح 29 في حادث حافلة بالقرب من العاصمة بودغوريتسا. أدى انزلاق الحافلة من على الطريق وسقوطها عن ارتفاع حوالي 40 م. وتم إصابة طفل بسبب تواجده في المنطقة أثناء وقوع الحادث، على بُعد 30 كم شمال العاصمة بودغوريتسا وأكبر مدينة في الجبل الأسود. جميع ركاب الحافلة هم رومانيون.